# الجرف (مدينة حجة)

تعديل مصدري - تعديل

الجرف هي إحدى قرى عزلة حملان بمديرية مدينة حجة التابعة لمحافظة حجة، بلغ تعداد سكانها 0 نسمة حسب تعداد اليمن لعام 2004.